# شنبارة منقلا
قرية شنبارة منقلا هي إحدى القرى التابعة لمركز ديرب نجم في محافظة الشرقية في جمهورية مصر العربية. حسب إحصاءات سنة 2006، بلغ إجمالي السكان في شنبارة منقلا 9337 نسمة، منهم 4743 رجل و4594 امرأة.

## التاريخ
قرية شنبارة منقلا من القرى القديمة، حيث وردت باسم «شنبارة منقلا» في أعمال الشرقية ضمن قرى الروك الصلاحي التي أحصاها ابن مماتي في كتاب قوانين الدواوين، كما وردت «شنبارة منقلا» في أعمال الشرقية ضمن قرى الروك الناصري التي أحصاها ابن الجيعان في كتاب «التحفة السنية بأسماء البلاد المصرية». وفي العصر العثماني وردت في التربيع العثماني الذي أجراه الوالي العثماني سليمان باشا الخادم في عصر السلطان العثماني سليمان القانوني ضمن قرى ولاية الشرقية، وفي تاريخ 1228هـ/1813م الذي عدّ قرى مصر بعد المسح الذي قام به محمد علي باشا باسم شنبارة منقلا ضمن قرى مديرية الدقهلية التي انتقلت تبعية القرية إليها، ثم عادت حديثًا إلى محافظة الشرقية.